# Tradescantia gracillima
Tradescantia gracillima là một loài thực vật có hoa trong họ Commelinaceae. Loài này được Standl. miêu tả khoa học đầu tiên năm 1930.